# Marele Premiu de la Budapesta
Marele Premiu de la Budapesta (de asemenea Marele Premiu al Ungariei) este un turneu de tenis feminin desfășurat la Budapesta, Ungaria. Acest eveniment WTA Tour este un turneu la nivel internațional și se joacă pe terenuri cu zgură, în aer liber.
Turneul a fost cunoscut anterior ca Poli-Farbe Budapest Grand Prix, Gaz de France Grand Prix, GDF Suez Grand Prix, Tippmix Budapest Grand Prix, Colortex Budapest Grand Prix, Westel 900 Budapest Open, Budapest Lotto Open, Budapest Open și Budapest Grand Prix.
Evenimentul a fost înlocuit în Turul WTA 2014 cu un nou turneu Bucharest Open, care a avut loc la București, România. A revenit în 2021 ca Marele Premiu al Ungariei.

## Rezultate

### Simplu
| An        | Campion                | Finalist                | Scor               |              |
| --------- | ---------------------- | ----------------------- | ------------------ | ------------ |
| 1996      | Ruxandra Dragomir      | Melanie Schnell         | 7–6(8–6), 6–1      |              |
| 1997      | Amanda Coetzer         | Sabine Appelmans        | 6–1, 6–3           |              |
| 1998      | Virginia Ruano Pascual | Silvia Farina Elia      | 6–4, 4–6, 6–3      |              |
| 1999      | Sarah Pitkowski        | Cristina Torrens Valero | 6–2, 6–2           |              |
| 2000      | Tathiana Garbin        | Kristie Boogert         | 6–2, 7–6(7–4)      |              |
| 2001      | Magdalena Maleeva      | Anne Kremer             | 3–6, 6–2, 6–4      |              |
| 2002      | Martina Müller         | Myriam Casanova         | 6–2, 3–6, 6–4      |              |
| 2003      | Magüi Serna            | Alicia Molik            | 3–6, 7–5, 6–4      |              |
| 2004      | Jelena Janković        | Martina Suchá           | 7–6(7–4), 6–3      |              |
| 2005      | Anna Smashnova         | Catalina Castaño        | 6–2, 6–2           |              |
| 2006      | Anna Smashnova (2)     | Lourdes Domínguez       | 6–1, 6–3           |              |
| 2007      | Gisela Dulko           | Sorana Cîrstea          | 6–7(7–2), 6–2, 6–2 |              |
| 2008      | Alizé Cornet           | Andreja Klepač          | 7–6(7–5), 6–3      |              |
| 2009      | Ágnes Szávay           | Patty Schnyder          | 2–6, 6–4, 6–2      |              |
| 2010      | Ágnes Szávay (2)       | Patty Schnyder          | 6–2, 6–4           |              |
| 2011      | Roberta Vinci          | Irina-Camelia Begu      | 6–4, 1–6, 6–4      |              |
| 2012      | Sara Errani            | Elena Vesnina           | 7–5, 6–4           |              |
| 2013      | Simona Halep           | Yvonne Meusburger       | 6–3, 6–7(7–9), 6–1 |              |
| 2014–2020 | Nu s-a ținut           | Nu s-a ținut            | Nu s-a ținut       | Nu s-a ținut |
| 2021      | Iulia Putințeva        | Anhelina Kalinina       | 6–4, 6–0           |              |
| 2022      | Bernarda Pera          | Aleksandra Krunić       | 6–3, 6–3           |              |
| 2023      | Maria Timofeeva        | Kateryna Baindl         | 6–3, 3–6, 6–0      |              |
| 2024      | Diana Shnaider         | Aliaksandra Sasnovici   | 6–4, 6–4           |              |

### Dublu
| An        | Campion                                   | Finalist                                      | Scor                  |              |
| --------- | ----------------------------------------- | --------------------------------------------- | --------------------- | ------------ |
| 1996      | Katrina Adams Debbie Graham               | Radka Bobková Eva Melicharová                 | 6–3, 7–63             |              |
| 1997      | Amanda Coetzer Alexandra Fusai            | Eva Martincová Elena Wagner                   | 6–3, 6–1              |              |
| 1998      | Virginia Ruano Pascual Paola Suárez       | Cătălina Cristea Laura Montalvo               | 4–6, 6–1, 6–1         |              |
| 1999      | Evgenia Kulikovskaya Sandra Načuk         | Laura Montalvo Virginia Ruano Pascual         | 6–3, 6–4              |              |
| 2000      | Lubomira Bacheva Cristina Torrens Valero  | Jelena Kostanić Tošić Sandra Načuk            | 6–0, 6–2              |              |
| 2001      | Janette Husárová Tathiana Garbin          | Zsófia Gubacsi Dragana Zarić                  | 6–1, 6–3              |              |
| 2002      | Émilie Loit Catherine Barclay-Reitz       | Elena Bovina Zsófia Gubacsi                   | 4–6, 6–3, 6–3         |              |
| 2003      | Petra Mandula Elena Tatarkova             | Conchita Martínez Granados Tatiana Perebiynis | 6–3, 6–1              |              |
| 2004      | Petra Mandula (2) Barbara Schett          | Ágnes Szávay Virág Németh                     | 6–3, 6–2              |              |
| 2005      | Émilie Loit (2) Katarina Srebotnik        | Lourdes Domínguez Lino Marta Marrero          | 6–1, 3–6, 6–2         |              |
| 2006      | Janette Husárová (2) Michaëlla Krajicek   | Lucie Hradecká Renata Voráčová                | 4–6, 6–4, 6–4         |              |
| 2007      | Ágnes Szávay Vladimíra Uhlířová           | Martina Müller Gabriela Navrátilová           | 7–5, 6–2              |              |
| 2008      | Alizé Cornet Janette Husárová (3)         | Vanessa Henke Ioana Raluca Olaru              | 6–7(5–7), 6–1, [10–6] |              |
| 2009      | Alisa Kleybanova Monica Niculescu         | Alona Bondarenko Kateryna Bondarenko          | 6–4, 7–6(7–5)         |              |
| 2010      | Tímea Bacsinszky Tathiana Garbin (2)      | Sorana Cîrstea Anabel Medina Garrigues        | 6–3, 6–3              |              |
| 2011      | Anabel Medina Garrigues Alicja Rosolska   | Natalie Grandin Vladimíra Uhlířová            | 6–2, 6–2              |              |
| 2012      | Janette Husárová (4) Magdaléna Rybáriková | Eva Birnerová Michaëlla Krajicek              | 6–4, 6–2              |              |
| 2013      | Andrea Hlaváčková Lucie Hradecká          | Nina Bratchikova Anna Tatishvili              | 6–4, 6–1              |              |
| 2014–2020 | Nu s-a ținut                              | Nu s-a ținut                                  | Nu s-a ținut          | Nu s-a ținut |
| 2021      | Mihaela Buzărnescu Fanny Stollár          | Aliona Bolsova Tamara Korpatsch               | 6–4, 6–4              |              |
| 2022      | Ekaterine Gorgodze Oksana Kalashnikova    | Katarzyna Piter Kimberley Zimmermann          | 1–6, 6–4, [10–6]      |              |
| 2023      | Katarzyna Piter Fanny Stollár (2)         | Jessie Aney Anna Sisková                      | 6–2, 4–6, [10–4]      |              |
| 2024      | Katarzyna Piter (2) Fanny Stollár (3)     | Anna Danilina Irina Khromacheva               | 6–3, 3–6, [10–3]      |              |